# Irakli Tsirekidze
Pour les articles homonymes, voir Tsirekidze.
Irakli Tsirekidze, né le 3 mai 1982, est un judoka géorgien évoluant dans la catégorie des moins de 90 kg. 

## Palmarès

### Jeux olympiques d'été
- Jeux olympiques de 2008 à Pékin (Chine) :
  -  Médaille d'or dans la catégorie des moins de 90 kg.

### Championnats du monde
- Championnats du monde 2007 à Rio de Janeiro (Brésil) :
  -  Médaille d'or dans la catégorie des moins de 90 kg.

## Championnats d'Europe
| Catégorie / Année           | 2005 | 2007 | 2008 |
| --------------------------- | ---- | ---- | ---- |
| Moins de 90 kg Poids moyens | 5e   | 2e   | 3e   |